# Carlos Rodríguez Larreta

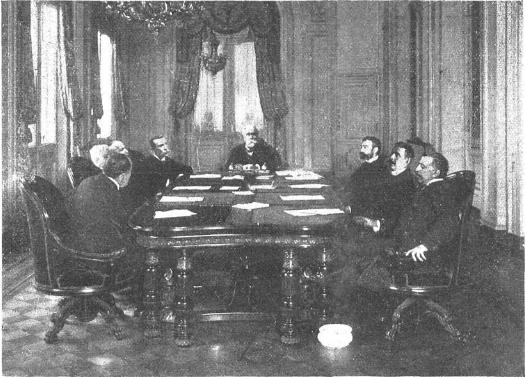
Primera reunión del Gabinete del Presidente Quintana. 17 de octubre de 1904.

Carlos Rodríguez Larreta (n. 1868 - 1926) fue un abogado y político argentino. Ocupó el cargo de Ministro de Relaciones Exteriores, durante las presidencias de Manuel Quintana y José Figueroa Alcorta. Fue miembro del Tribunal permanente de arbitraje de La Haya y participó en la comisión para fijar los límites entre Perú y Bolivia. Además, fue convencional constituyente en 1898. Es conocido por oponerse al voto secreto en la Argentina.

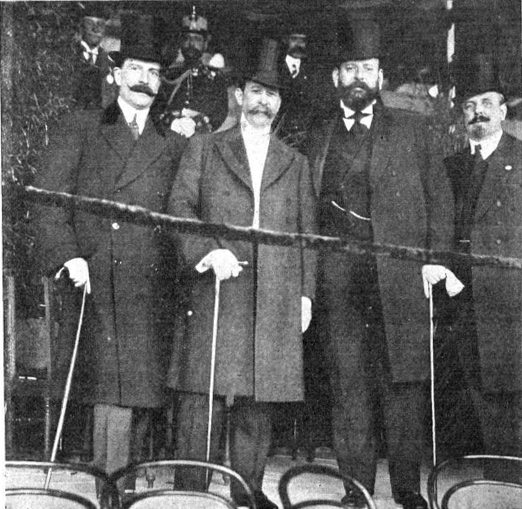
Junto al Presidente Figueroa Alcorta y al vicepresidente chileno Figueroa Larraín, en 1910 en Chile.

Fue uno de los fundadores junto a Lisandro de la Torre del Partido Demócrata Progresista en diciembre de 1914.
Hijo de Carlos Rodríguez Larreta y Adela Agustina Maza Oribe. Ejerció como docente en la Universidad de Buenos Aires (UBA) enseñando derecho constitucional. 

Se casó con Carmen Agustina Marcó del Pont y Pinedo el 28 de junio de 1892 y tuvo cuatro hijos. Es el bisabuelo del ex jefe de Gobierno de la Ciudad Autónoma de Buenos Aires, Horacio Rodríguez Larreta.